# Luc Frieden
Luc Frieden, luksemburški politik in pravnik; * 16. september 1963, Esch-sur-Alzette, Luksemburg. 
17. novembra 2023 je postal predsednik vlade Luksemburga. Kot član Krščanskosocialne ljudske stranke (CSV) je med letoma 1998 in 2013 opravljal funkcije v kabinetu luksemburške vlade. Bil je tudi predsednik Luksemburške gospodarske zbornice in Eurochambres, poslovne zveze evropskih gospodarskih in industrijskih zbornic.
V začetku leta 2023 je bil izvoljen za glavnega kandidata stranke CSV na parlamentarnih volitvah v oktobru. Svojo stranko je popeljal do zmage, nekoliko povečal delež glasov in ohranil 21 sedežev, medtem ko je takratna druga vlada Xavierja Bettela izgubila večino zaradi padca Zelenih. Posledično ga je 9. oktobra 2023 veliki vojvoda Henri imenoval za sestavo vlade in 17. novembra je nasledil Bettela na mestu predsednika vlade.

## Mladost in izobraževanje
Frieden je končal srednjo šolo v Luksemburgu in nato mednarodno univerzitetno izobrazbo pridobil v Franciji, Združenem kraljestvu in ZDA. Diplomiral je iz poslovnega prava na Université Paris 1 Panthéon-Sorbonne. Magistriral je iz primerjalnega prava na Queen's College v Cambridgeu in nato še iz prava na Harvard Law School. Medtem ko je bil na Harvardu, je bil ob enem vpisan tudi na Harvard Kennedy School.

## Politična in poslovna kariera
Leta 1994 je bil Frieden izvoljen v poslansko zbornico Luksemburga za Krščanske demokrate (CSV - EPP) in je s tridesetimi leti postal takrat najmlajši član parlamenta. Predsedoval je odboru za finance in ustavni odbor ter bil vodilna osebnost v procesu, ki je vodil do ustanovitve ustavnega sodišča in neodvisnih upravnih sodišč v Luksemburgu.
Leta 1998 je pri štiriintridesetih postal minister za pravosodje v vladi, ki jo je vodil premier Jean-Claude Juncker. Med letoma 1998 in 2009 je bil tudi minister za finance in proračun, od leta 2004 do 2006 minister za obrambo in od leta 2009 do 2013 minister za finance.
Frieden je septembra 2014 postal podpredsednik Deutsche Bank. S sedežem v Londonu je svetoval upravi in višjemu vodstvu o strateških vidikih, povezanih z mednarodnimi in evropskimi zadevami. Bil je tudi predsednik nadzornega sveta Deutsche Bank Luxembourg. V začetku leta 2016 je podjetje zapustil. Od takrat je bil partner luksemburške odvetniške družbe Elvinger Hoss Prussen. Med letoma 2019 in 2023 je bil tudi predsednik Luksemburške gospodarske zbornice. Leta 2022 je prevzel predsedovanje poslovnemu združenju evropskih gospodarskih zbornic Eurochambres.

Po vrnitvi v politiko leta 2023 je Frieden napovedal, da bo odstopil z vseh svojih poklicnih funkcij. Izvoljen je bil za glavnega kandidata luksemburških krščanskih demokratov na prihajajočih državnih volitvah oktobra.
Po volitvah leta 2023 je bila oblikovana nova koalicijska vlada med CSV in DP. Frieden je 17. novembra 2023 postal luksemburški predsednik vlade.

## Zasebno
Poleg luksemburškega jezika tekoče govori angleško, nemško, francosko in ima dobro delovno znanje nizozemščine.